# Yan Pascal Tortelier
Yan Pascal Tortelier, né le 19 avril 1947 à Paris, est un chef d'orchestre français.

## Biographie

### Jeunesse
Fils du violoncelliste Paul Tortelier, il étudie le piano et le violon dès l'âge de quatre ans et obtient le Premier Prix de violon au Conservatoire de Paris à l'âge de quatorze ans. Il poursuit ses études musicales avec Nadia Boulanger et la direction d’orchestre avec Franco Ferrara à Sienne. Il est successivement violon solo à l'Opéra de Marseille et à l'Orchestre national du Capitole de Toulouse avant de devenir chef d'orchestre associé auprès de Michel Plasson au sein de ce même orchestre. Depuis lors, sa carrière de chef d'orchestre le conduit à la tête des principaux orchestres d'Europe, d'Amérique du Nord, du Japon et d'Australie.

### Carrière internationale
Invité régulièrement au Royaume-Uni dès les années 1970, il est le directeur musical de l'Ulster Orchestra (Belfast) de 1989 à 1992, enregistrant avec eux plusieurs disques de musique française (Ravel, Fauré, Bizet). En tant que chef permanent de l'Orchestre philharmonique de la BBC de 1992 à 2003, Yan Pascal Tortelier apparait régulièrement en Grande-Bretagne, notamment aux célèbres « BBC Proms », ainsi que dans de nombreux festivals en Angleterre ou à l’étranger. Pour couronner ses dix années à la tête de son orchestre, il reçoit le titre de Chef honoraire.
Yan Pascal Tortelier réalise également de nombreux enregistrements qui lui valent le Diapason d’Or (Dukas, Dutilleux), ou le Gramophone Award (Lili Boulanger). Un cycle de mélodies françaises paru chez Warner avec Susan Graham et l'Orchestre symphonique de la BBC (Chausson, Debussy, Ravel) est vivement salué par la critique.
Son orchestration du Trio de Ravel est créée en 1992 et depuis, Yan Pascal Tortelier la dirige régulièrement de Londres à San Francisco, en passant par Prague, Melbourne, Tokyo et Copenhague. En novembre 2014 il la dirige pour la première fois en France avec un orchestre français, l’Orchestre national de Lyon (ONL) à l'auditorium Maurice-Ravel de Lyon.
Ensuite, Yan Pascal Tortelier dirige l'Orchestre symphonique de Londres, l'Orchestre philharmonique de Londres, l’Orchestre de Paris, l’Orchestre national de France, l’Orchestre philharmonique de Saint-Pétersbourg, l’Orchestre royal du Concertgebouw d’Amsterdam, l’Orchestre philharmonique de la Scala, l’Orchestre philharmonique d'Oslo, et en Amérique, les orchestres de Los Angeles, Philadelphie, Pittsburgh et Montréal entre autres. Il est nommé en 2004 principal chef invité de l'Orchestre symphonique de Pittsburgh. En 2009 il est nommé chef principal de l'Orchestre symphonique de São Paulo (OSESP), au Brésil. En 2016, Tortelier est nommé chef principal de l'Orchestre symphonique d'Islande à Reykjavik.
Il mène en réalité une triple carrière de chef d'orchestre, de violoniste et de membre du trio Tortelier, avec lequel il a donné en 1977, en première audition mondiale, le Trio en Do mineur d'Edvard Grieg.